# Cantón de Saint-Sauveur-en-Puisaye
El cantón de Saint-Sauveur-en-Puisaye era una división administrativa francesa, que estaba situada en el departamento de Yonne y la región de Borgoña.

## Composición
El cantón estaba formado por diez comunas:
- Fontenoy
- Lainsecq
- Moutiers-en-Puisaye
- Sainpuits
- Sainte-Colombe-sur-Loing
- Saint-Sauveur-en-Puisaye
- Saints-en-Puisaye
- Sougères-en-Puisaye
- Thury
- Treigny

## Supresión del cantón de Saint-Sauveur-en-Puisaye
En aplicación del Decreto nº 2014-156 de 13 de febrero de 2014, el cantón de Saint-Sauveur-en-Puisaye fue suprimido el 22 de marzo de 2015 y sus 10 comunas pasaron a formar parte del nuevo cantón de Vincelles.